# Lachenalia aurioliae
Lachenalia aurioliae är en sparrisväxtart som beskrevs av G.D.Duncan. Lachenalia aurioliae ingår i släktet Lachenalia och familjen sparrisväxter. Inga underarter finns listade i Catalogue of Life.